# زي ريكاردو
زي ريكاردو (بالبرتغالية: José Ricardo Mannarino‏) هو مدرب كرة قدم برازيلي، ولد في 5 يونيو 1971 في ريو دي جانيرو في البرازيل.